# All Is True (film, 2018)
Pour les articles homonymes, voir All is True.
Pour plus de détails, voir Fiche technique et Distribution.
Shakespeare : L'Homme derrière le masque (All Is True) est un film britannique réalisé par Kenneth Branagh et sorti en 2018. Il s'agit d'un film biographique sur William Shakespeare, centré sur les dernières années de sa vie.

## Synopsis

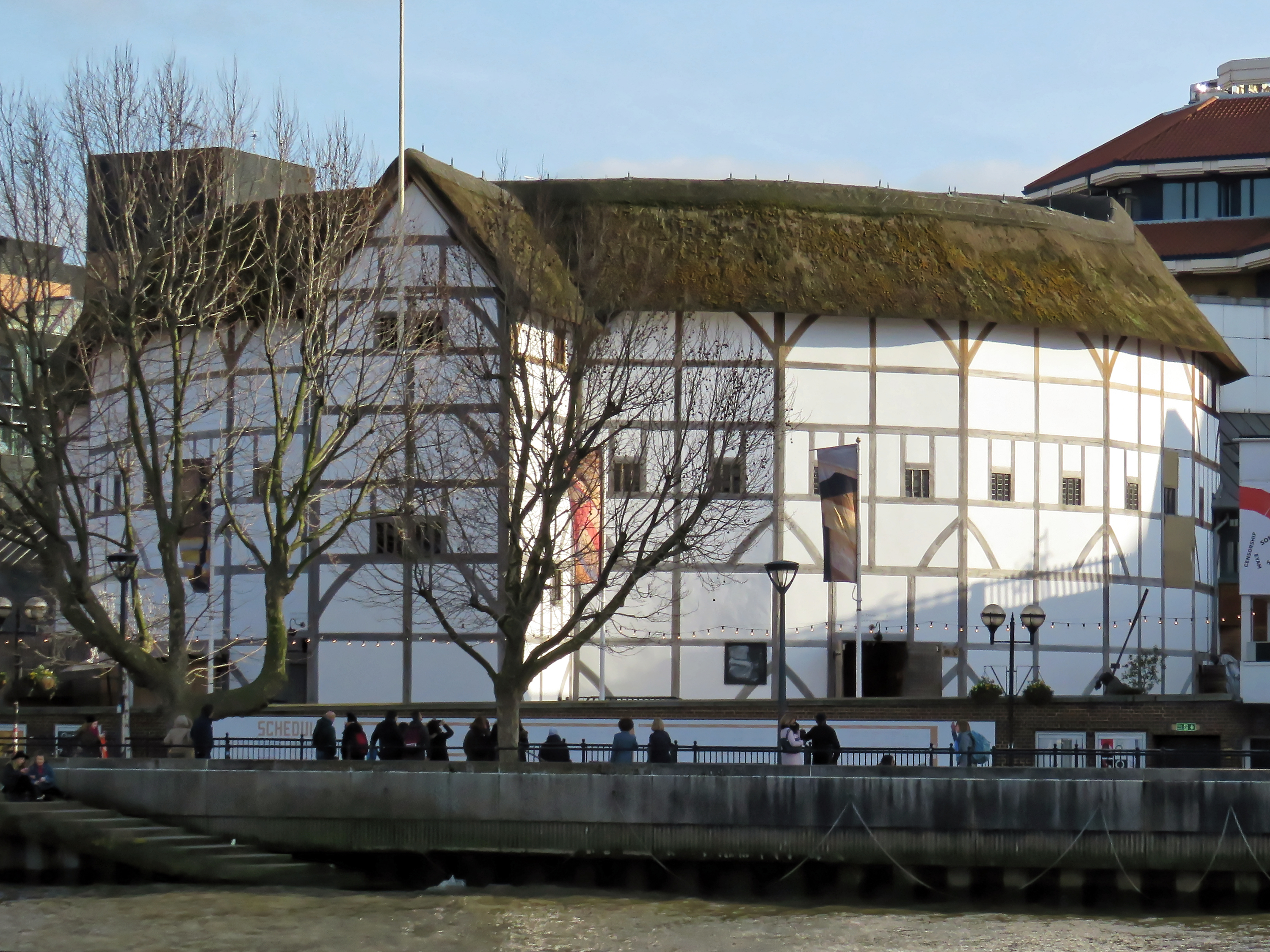
le théâtre du Globe

Le 29 juin 1613, le théâtre du Globe que dirigeait William Shakespeare est entièrement détruit par un incendie. C'est le prétexte qui pousse le dramaturge au faîte de sa gloire à décider de cesser d'écrire. Il quitte Londres et rejoint son village de naissance, Stratford-upon-Avon, où il retrouve sa famille qu'il n'avait pas vu depuis de nombreuses années.
C'est pour lui l'occasion de se remettre en question. Il repense notamment à la mort de son fils bien-aimé, Hamnet. Il est hanté par la mort du garçon âgé de 11 ans, alors qu'il était absent. Shakespeare songe à ses deux filles. L’aînée, Susanna, a eu un mariage difficile avec un homme puritain. La seconde, Judith, est restée sans mari et semble cacher un lourd secret. Enfin, le dramaturge repense à son couple et à sa femme Anne Hattaway, qui lui reproche d'avoir délaissé égoïstement leur famille au profit de son art. Adulé par une partie de la population du village mais critiqué par l'autre, les puritains hypocrites, Shakespeare se sent incompris. Ses tourments vont finalement se dénouer progressivement et au prix de souffrances supplémentaires et aussi de joies imprévues, il finira par atteindre une certaine sérénité avant de mourir en 1616 sans avoir repris la plume.

## Fiche technique
Sauf indication contraire, les informations mentionnées dans cette section peuvent être confirmées par la base de données cinématographiques IMDb,  présente dans la section « Liens externes ».
- Titre français : Shakespeare : L'Homme derrière le masque
- Titre original : All Is True
- Réalisation : Kenneth Branagh
- Scénario : Ben Elton
- Musique : Patrick Doyle
- Décors : Hannah Spice
- Costumes : Michael O'Connor
- Photographie : Zac Nicholson
- Montage : Úna Ní Dhonghaíle
- Production : Kenneth Branagh, Ted Gagliano, Tamar Thomas
- Société de production : TKBC
- Société de distribution : Sony Pictures Classics (États-Unis)
- Genre : drame biographique et historique
- Durée : 101 minutes
- Dates de sortie[1] :
  - États-Unis : 21 décembre 2018 (sortie limitée)
  - Royaume-Uni : 8 février 2019
  - France : 1er septembre 2019 (vidéo à la demande[2])

## Distribution
- Kenneth Branagh (VFB : Daniel Nicodème) : William Shakespeare
- Judi Dench (VFB : Myriam Thyron)  : Anne Hattaway
- Ian McKellen (VFB : Patrick Descamps) : Henry Wriothesley, 3e comte de Southampton
- Lydia Wilson (VFB : Sophie Landresse) : Susanna Shakespeare
- Hadley Fraser : John Hall (en), mari de Susanna
- Kathryn Wilder (VFB : Delphine Chauvier) : Judith Shakespeare
- Jack Colgrave Hirst : Tom Quiney, mari de Judith
- Sam Ellis (VFB : Émilie Guillaume) : Hamnet Shakespeare
- Jimmy Yuill : Edward Woolmer
- Gerard Horan : Ben Jonson
- Alex Macqueen (VFB : Thierry Janssen) : Sir Thomas Lucy (en)
- Nonso Anozie (VFB : Martin Spinhayer) : Acteur jouant Aaron
- John Dagleish : Rafe Smith
- Phil Dunster : Henry, l'étudiant
- Michael Rouse : Francis Collins, avocat de William Shakespeare

## Production

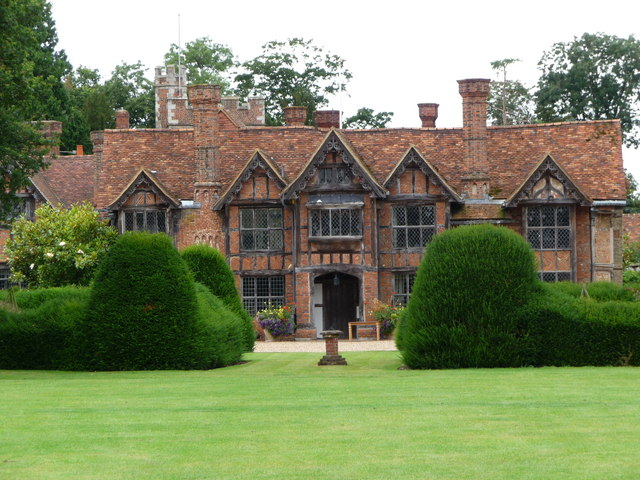
le manoir de Dorney Court

Après avoir adapté à cinq reprises ses pièces — Henry V (1989), Beaucoup de bruit pour rien (1993), Hamlet (1996), Peines d'amour perdues (2000) et Comme il vous plaira (2006) — Kenneth Branagh met ici en scène un film biographique sur William Shakespeare. Le scénario est écrit par Ben Elton, qui avait déjà abordé la vie du célèbre dramaturge avec la série télévisée Upstart Crow diffusée dès 2016. All is True est aussi le titre de travail de la pièce Henri VIII de William Shakespeare.
Le tournage a lieu notamment à Dorney Court dans le Buckinghamshire.

## Accueil
Le film reçoit des critiques globalement positives. Sur l'agrégateur américain Rotten Tomatoes, il récolte 72% d'opinions favorables pour 141 critiques et une note moyenne de 6,6⁄10. Le consensus suivant résume les critiques compilées par le site : « Impressionnant et magnifiquement filmé, All is True jette un regard élégiaque sur les derniers jours de Shakespeare ». Sur Metacritic, il obtient une note moyenne de 59⁄100 pour 32 critiques.
Le film ne totalise que 3 019 143 $ au box-office mondial